# Branca comitale dei Savoia
La branca comitale dei Savoia o ramo comitale dei Savoia era la denominazione per Casa Savoia durante quasi tutto il periodo comitale/marchionale. Inizia con Umberto I Biancamano (1003-1047 o 1048) e termina con Filippo I di Savoia (1268-1285). Il suo successore, Amedeo V di Savoia (1285-1323) detto il Conte Grande, figlio secondogenito di Tommaso II, iniziò la cosiddetta branca ducale dei Savoia, il ramo durante il quale nacque il Ducato di Savoia, per il conferimento del titolo di Duca al Conte Amedeo VIII di Savoia come primo Duca di Savoia da parte dell' Imperatore Sigismondo nel 1416.